# Cyclohexaandodecanol
Cyclohexaandodecanol is een organische verbinding met de formule {\displaystyle {\ce {C6H12O12}}}, of met meer nadruk op de structuur: {\displaystyle {\ce {C6(OH)12}}}. Het is een zesvoudig geminaal diol met de koolstofstructuur van cyclohexaan.

## Dihydraat
Cyclohexaandodecanol komt meestal voor als het dihydraat, {\displaystyle {\ce {C6H12O12.2H2O}}}, een stof die goed gekristalliseerd kan worden uit methanol. Het vormt dan kleurloze plaatjes of prisma's. Het dihydraat ontleedt bij ongeveer 100 °C.
Het dihydraat is voor het eerst gesynthetiseerd in 1862 uit benzeenhexol of tetrahydroxy-1,4-benzochinon. Een duidelijke beschrijving ervan dateert van 1885, al is de correcte structuurtoekenning, met behulp van röntgendiffractie van veel later datum (2005), lange tijd werd de stof als cyclohexaanhexonoctahydraat beschreven: {\displaystyle {\ce {C6O6.8H2O}}}
Hoewel de werkelijke structuur van de stof al sinds de jaren 50 van de 20e eeuw vermoed werd, wordt de verbinding nog steeds op de markt gebracht onder namen als cyclohexaanhexon octahydraat, hexaketocyclohexaan octahydraat, triquinoyl octahydrate en vergelijkbare namen.